# Rose Girone
Rose Girone (Janów, Polônia Austríaca, 13 de janeiro de 1912 – Nova York, 24 de fevereiro de 2025) foi uma supercentenária americana nascida na Polônia. Ela era considerada a sobrevivente viva mais velha do Holocausto na época de sua morte.

## Vida pregressa
Girone nasceu Rose Raubvogel em 13 de janeiro de 1912 em Janów, na Polônia Austríaca (hoje Ivano-Frankove, Ucrânia, após as mudanças de fronteira no pós-guerra). A família se mudou para Hamburgo, onde administrava uma loja de fantasias teatrais. Enquanto estava em Hamburgo, ela aprendeu a tricotar com uma tia.
Em 1938, ela se casou com Julius Mannheim antes de se mudar para Breslau. Pouco depois da realocação, os nazistas lançaram a Kristallnacht, e Mannheim foi enviado para o campo de concentração de Buchenwald. Em 1939, com a ajuda de um primo, Girone obteve um visto para fugir para Xangai, na China, e Mannheim foi liberado sob a condição de que eles deixassem o país. Durante o período em que estiveram na China, Girone deu à luz sua primeira filha. Ela vendia roupas de malha e Mannheim trabalhava como motorista de táxi.

## Vida nos Estados Unidos
Em 1947, a família recebeu um visto para os Estados Unidos, viajando primeiro para São Francisco antes de se estabelecer no Queens, em Nova York. Lá, ela se reuniu com sua mãe, irmão e avó. A família se mudou para um hotel como parte de um programa de reassentamento de refugiados. Girone começou a trabalhar como instrutor de tricô.
Depois de se divorciar de Mannheim, Rose se casou com Jack Girone em 1968, e os dois se mudaram para Whitestone, Queens, e abriram uma loja de tricô em Rego Park, com uma segunda loja em Forest Hills. Girone vendeu sua empresa de tricô em 1980, aos 68 anos, mas continuou a trabalhar como voluntária em uma loja de tricô sem fins lucrativos em Great Neck e, mais tarde, trabalhou em uma loja de tricô em Port Washington. Ela se aposentou em 2017, aos 105 anos de idade.
Girone faleceu em uma casa de repouso em Bellmore, Nova York, em 24 de fevereiro de 2025, com 113 anos.